# Xysticus trizonatus
Xysticus trizonatus is een spinnensoort uit de familie van de krabspinnen (Thomisidae).
De wetenschappelijke naam van de soort werd in 1988 gepubliceerd door Hirotsugu Ono.